# Francesco di Paola III Guasco Gallarati di Bisio
Don Francesco di Paola III Guasco Gallarati di Bisio, principe del Sacro Romano Impero, marchese di Bisio, di Francavilla e di Solero, (Alessandria, 10 marzo 1847 – Alessandria, 7 settembre 1926), è stato un nobile, storico e genealogista italiano.

## Biografia
Nacque ad Alessandria il 10 marzo 1847 da Emilio Luigi (*1814 †1884) e Felicita Figarolo di Gropello (*1824 †1902). Primogenito di 9 figli fu battezzato dal vescovo di Alessandria, Dionigi Andrea Pasio, nella cappella del vescovado. Suo fratello secondogenito, Alessandro, fu diplomatico e ministro plenipotenziario del Regno d'Italia. Francesco appartenne all'ultimo ramo della famiglia Guasco di Alessandria, quello dei Guasco Gallarati di Bisio e Solero. Con la morte di suo nipote Francesco di Paola IV, nel 1997, si estinguerà definitivamente la millenaria storia dell'antico lignaggio.
Il 10 luglio 1856 entrò al Collegio Carlo Alberto di Moncalieri e ne uscl il 24 giugno 1866, alla vigilia della battaglia di Custoza. Fin dal collegio appassionato del disegno, fece, oltre altri lavori minori, la litografia Gutenberg inventore della stampa a caratteri mobili nel 1438, premiata alla Esposizione agraria, artistica, industriale di Alessandria del 1870, e, uscito di collegio, durante gli anni universitari, frequento il corso completo di disegno e pittura alla Accademia Albertina di Belle Arti di Torino eseguendo allora, e pure in seguito, diversi quadri ad olio.
Laureatosi in giurisprudenza all'Università degli Studi di Torino il 17 novembre 1870 e ammesso alla carriera prefettizia, fu nominato applicato alla Prefettura di Torino nel gennaio 1871. Passò poi al gabinetto particolare del re Vittorio Emanuele II a Roma l'11 gennaio 1872, carica cui rinunciò nel 1873 quando si sposò. Sindaco di Valmacca (Casale) dal 1875 al 1883 e di nuovo dal 1907 al 1913, di Francavilla Bisio dal 1884 al 1898, di Murisengo (Casale) dal 1899 al 1906 e di nuovo nel 1914; conciliatore di Francavilla Bisio dal 1893; consigliere comunale di Alessandria nel 1895; consigliere provinciale di Alessandria per il mandamento di Bosco Marengo nel 1886 e poi di Capriata d'Orba.
Volontario nell'Regio Esercito, viene nominato capitano di M.T. in fanteria il 3 settembre 1881. Trasferito con lo stesso grado al 5º reggimento alpini il 12 marzo 1887, quindi al 10º reggimento alpini. Promosso maggiore nel 50º alpini il 27 marzo 1892, tenente colonnello 1'11 giugno 1899, colonnello il 23 giugno 1907. Collocato in congedo per limiti d'età il 21 marzo 1915.
Socio onorario di diverse società operaie e agricole dell'alessandrino, dell'acquese, del novese e del Monferrato; presidente onorario di quelle di Valmacca e di Murisengo. Presidente onorario della sezione di Murisengo dell'Associazione Nazionale Combattenti e Reduci nel 1923. Presidente di vari comitati. Socio della Regia Deputazione sopra gli studi di Storia Patria, prese parte a diversi congressi storici annualmente tenutisi in diverse città del Piemonte, e fu vicepresidente di quelli di Alba nel 1903, Asti 1904, Tortona 1905, Torino 1906, Casale nel 1907, Voghera 1908, Torino nel 1911, Chieri nel 1912, Novara nel 1913 e presidente di quelli di Novi Ligure nel 1909 e Vercelli nel 1910. Socio della rivista di storia, arte, archeologia per la provincia di Alessandria il 26 settembre 1892. Membro onorario dell'associazione fra i Nobili italiani (Firenze) il 17 giugno 1899.
Ridusse in gran parte in stile medievale il castello di Murisengo, facendo costruire la cappella interna su disegno di Carlo Ceppi. Il quadro dell'altare, opera del Conte Rodolfo Curbis di San Michele, è un trittico raffigurante, nel centro, la Madonna del Rosario col bambino in grembo e sotto due angeli inginocchiati sui scalini del trono, e, nei due panelli laterali, i coniugi fondatori della cappella presentati alla Madonna dai rispettivi loro patroni: san Francesco da Paola e santa Tarsilla. Anche il castello di Bisio e il palazzo di Alessandria furono adeguatamente restaurati, in conformità con la legge sulla conservazione dei monumenti d'arte, su richiesta del Ministero della Pubblica Istruzione. Grazie a queste operazioni di recupero, tutti e tre i siti furono dichiarati monumenti nazionali.

## Pubblicazioni
- Francesco Guasco, Dizionario Feudale degli Antichi Stati Sardi e della Lombardia (dall'epoca Carolingica ai nostri tempi) (774-1909), Torino, Simone Lattes & C. Editori, 1911.
- C. Contessa, A. Bozzola, A. Tallone, F. Guasco e C.P. De Magistris (a cura di), Studi su Vittorio Amedeo II, Torino, Stab. Tip. di Miglietta, Milano e C., 1933.
- Francesco Guasco, La consulta Araldica Alessandrina nei secoli XVI-XVII-XVIII-XIX, in Rivista di Storia, Arte e Archeologia per la provincia di Alessandria, fascicoli XXI-XXI, serie III, Alessandria, Società di Storia Arte Archeologia, 1922,  pp. 157-184.
- Francesco Guasco di Bisio, Tavole genealogiche di famiglie nobili alessandrine e monferrine dal secolo IX al XX, Casale, Tipografia Cooperativa Bellatore, Bosco & C., 1924.

Volumi della collana Biblioteca della Società Storica Subalpina di cui fu curatore:
- (LA, IT) Pietro Sella, Francesco Guasco di Bisio e Ferdinando Gabotto (a cura di), Documenti biellesi di Archivi privati 1039-1355, in Corpus Chartarum Italiæ, vol. 34, Pinerolo, Asti, Tipografia Brignolo, 1908.
- Francesco Guasco (marchese di Bisio) (a cura di), Il Libro delle Investiture di Goffredo di Montanaro Vescovo di Torino (1264 - 1294), in Corpus Chartarum Italiæ, Pinerolo, Tipografia Giuseppe Brignolo, 1912.
- Ferdinando Gabotto e Francesco Guasco di Bisio (a cura di), Libro Rosso del comune di Chieri, in Corpus Chartarum Italiæ, Pinerolo, Tipografia Giuseppe Brignolo, 1918.

## Matrimonio e discendenza
Francesco si sposò il 14 giugno 1873 a Casale Monferrato con Tarsilia Giuseppa Scozia nata a Casale il 18 settembre 1847, figlia erede di Alessandro, marchese di Calliano, conte di Murisengo e consignore di Valmacca, e di Adele Andreis dei conti di Cimiez. Tarsilia morì a Casale il 14 novembre 1920. La coppia ebbe due figli:
- Maria Adelaide (*1874 †1918). Nacque a Torino il 14 marzo e morì, nubile, al castello di Murisengo il 12 novembre. Fu sepolta nel sepolcreto di famiglia a Bisio;
- Emilio II (*1878 †1976). Nacque il 3 settembre al castello di Murisengo, morì ad Alessandria il 25 marzo e fu sepolto nella cappella di famiglia a Bisio. Si laureò in giurisprudenza il 10 luglio 1900 e successivamente sostenne l'esame per diventare avvocato presso la Corte d'Appello di Torino nel maggio del 1904. Appassionato di studi storici e genealogici, collaborò con suo padre alla revisione del Dizionario feudale e alla redazione dell'opera "Tavole genealogiche di famiglie nobili alessandrine e monferrine dal secolo IX al XX". Richiese la concessione del titolo di principe, appellandosi all'interpretazione del contratto matrimoniale di Carlo Guasco con Enrichetta di Lorena del 1644. Ottenne, dunque, il titolo di principe sul cognome per maschi primogeniti con regio decreto di motu proprio del 27 novembre 1933 e regie lettere patenti di autorizzazione all'uso datate 14 giugno 1934. Non fece in tempo a essere inserito nell'Elenco Ufficiale della Nobiltà Italiana del 1933 - essendo stato concesso il titolo in data successiva alla pubblicazione - ma lo fu nell'Elenco Storico della Nobiltà Italiana pubblicato dallo S.M.O.M. nel 1960[3]. Durante la prima guerra mondiale si arruolò nel 6º reggimento Genio e prestò servizio come soldato in zona di guerra. Si sposò con Silvia Teresa Manin (*1882 †?), figlia di Lodovico Antonio, patrizio veneto e pronipote dell'ultimo doge della Repubblica di Venezia, Ludovico Giovanni Manin, e di Anna Pigazzi di Venezia. La coppia generò nel 1914 il principe Francesco di Paola IV, ultimo del suo ramo che si spense, celibe e senza discendenza, nel 1999.

## Ascendenza
|                                                  |                               |                                  | Genitori                           |  |  | Nonni |  |  | Bisnonni                              |  |  | Trisnonni                            |  |
|                                                  |                               |                                  |                                    |  |  |       |  |  | Paolo Luigi Guasco Gallarati di Bisio |  |  | Francesco di Paola I Guasco di Bisio |  |
|                                                  |                               |                                  |                                    |  |  |       |  |  | Paolo Luigi Guasco Gallarati di Bisio |  |  | Francesco di Paola I Guasco di Bisio |  |
|                                                  |                               | Maria Giovanna Dal Pozzo         |                                    |  |  |       |  |  | Paolo Luigi Guasco Gallarati di Bisio |  |  |                                      |  |
| Francesco di Paola II Guasco Gallarati di Bisio  |                               |                                  |                                    |  |  |       |  |  | Paolo Luigi Guasco Gallarati di Bisio |  |  |                                      |  |
|                                                  |                               | Luigia Della Chiesa              | Gaspare della Chiesa               |  |  |       |  |  |                                       |  |  |                                      |  |
|                                                  |                               | Luigia Della Chiesa              | Gaspare della Chiesa               |  |  |       |  |  |                                       |  |  |                                      |  |
|                                                  |                               | Luigia Della Chiesa              | Maria Maddalena dei conti di Diano |  |  |       |  |  |                                       |  |  |                                      |  |
| Emilio Luigi Guasco Gallarati di Bisio           |                               | Luigia Della Chiesa              |                                    |  |  |       |  |  |                                       |  |  |                                      |  |
|                                                  |                               | Emilio Camillo Signoris Bussetti | ?                                  |  |  |       |  |  |                                       |  |  |                                      |  |
|                                                  |                               | Emilio Camillo Signoris Bussetti | ?                                  |  |  |       |  |  |                                       |  |  |                                      |  |
|                                                  |                               | Emilio Camillo Signoris Bussetti | ?                                  |  |  |       |  |  |                                       |  |  |                                      |  |
| Eugenia Signoris Bussetti                        |                               | Emilio Camillo Signoris Bussetti |                                    |  |  |       |  |  |                                       |  |  |                                      |  |
|                                                  |                               | Sofia Lucia Vallesa              | ?                                  |  |  |       |  |  |                                       |  |  |                                      |  |
|                                                  |                               | Sofia Lucia Vallesa              | ?                                  |  |  |       |  |  |                                       |  |  |                                      |  |
|                                                  |                               | Sofia Lucia Vallesa              | ?                                  |  |  |       |  |  |                                       |  |  |                                      |  |
| Francesco di Paola III Guasco Gallarati di Bisio |                               | Sofia Lucia Vallesa              |                                    |  |  |       |  |  |                                       |  |  |                                      |  |
|                                                  | Giuseppe Figarolo di Gropello | ?                                |                                    |  |  |       |  |  |                                       |  |  |                                      |  |
|                                                  | Giuseppe Figarolo di Gropello | ?                                |                                    |  |  |       |  |  |                                       |  |  |                                      |  |
|                                                  | Giuseppe Figarolo di Gropello | ?                                |                                    |  |  |       |  |  |                                       |  |  |                                      |  |
| Giovanni Figarolo di Gropello                    | Giuseppe Figarolo di Gropello |                                  |                                    |  |  |       |  |  |                                       |  |  |                                      |  |
|                                                  |                               | Felicita Tarino                  | ?                                  |  |  |       |  |  |                                       |  |  |                                      |  |
|                                                  |                               | Felicita Tarino                  | ?                                  |  |  |       |  |  |                                       |  |  |                                      |  |
|                                                  |                               | Felicita Tarino                  | ?                                  |  |  |       |  |  |                                       |  |  |                                      |  |
| Felicita Figarolo di Gropello                    |                               | Felicita Tarino                  |                                    |  |  |       |  |  |                                       |  |  |                                      |  |
|                                                  |                               | Giulio Baciocchi                 | ?                                  |  |  |       |  |  |                                       |  |  |                                      |  |
|                                                  |                               | Giulio Baciocchi                 | ?                                  |  |  |       |  |  |                                       |  |  |                                      |  |
|                                                  |                               | Giulio Baciocchi                 | ?                                  |  |  |       |  |  |                                       |  |  |                                      |  |
| Giovanna Maria Baciocchi                         |                               | Giulio Baciocchi                 |                                    |  |  |       |  |  |                                       |  |  |                                      |  |
|                                                  |                               | Marina Belleni                   | ?                                  |  |  |       |  |  |                                       |  |  |                                      |  |
|                                                  |                               | Marina Belleni                   | ?                                  |  |  |       |  |  |                                       |  |  |                                      |  |
|                                                  |                               | Marina Belleni                   | ?                                  |  |  |       |  |  |                                       |  |  |                                      |  |
|                                                  |                               | Marina Belleni                   |                                    |  |  |       |  |  |                                       |  |  |                                      |  |